# Walter Díaz
Walter Domínguez Díaz más conocido como Walter Díaz (nació en Cali, 1969), es un actor modelo y bailarín colombiano.
Conocido por protagonizar la telenovela Luzbel esta de visita y por su participación especial en la telenovela El Joe, la leyenda interpretando el papel del fallecido cantautor colombiano Piper Pimienta.

## Trayectoria
Walter ha trabajado con artistas colombianos reconocidos como el músico y actor Marcelo Cezan, Jorge Cárdenas y Carolina Sabino (por nombrar algunos). También ha formado parte de varias producciones, series y telenovelas colombianas como ¿Por qué diablos? donde interpretó a Reinerio.  Posteriormente fue contratado para realizar obras como Isabel me la veló, donde hizo el papel de "René".
En el 2001 fue convocado por R.T.I., Caracol Televisión y Telemundo para la telenovela Luzbel está de visita, posteriormente llamada Adrián está de visita en la que Walter realizó el papel del principal protagonista "Adrián Espino".
En el 2011 tuvo una participación especial en la telenovela El Joe, la leyenda donde interpretó al fallecido cantautor colombiano Piper Pimienta, para el canal RCN.
Díaz también ha sido parte de la industria del fitness desde hace 25 años. Inició en su natal Colombia con RUMBA, y hoy es el orgulloso propietario y el rostro de Rumbamania Danza. Díaz ha construido un estudio de danza donde ofrece diferentes programas como Zumba.

## Filmografía y créditos televisivos
| Año  | Título                            | Papel                    |
| ---- | --------------------------------- | ------------------------ |
| 1999 | ¿Por qué diablos?                 | Reinerio Doggie Palacios |
| 2001 | Luzbel esta de visita             | Adrián Espino            |
| 2001 | Isabel me la veló                 | René "Rana"              |
| 2006 | Decisiones                        | Ramón                    |
| 2011 | El Joe, la leyenda                | Piper Pimienta           |
| 2012 | Tres milagros                     | Augusto Landazo          |
| 2016 | Voces anónimas                    | Narrador                 |
| 2018 | Distrito salvaje                  | Saúl                     |
| 2021 | El Cartel de los Sapos: el origen | Portero de Seguridad     |